# أندي تيسون
أندي تيسون (بالإنجليزية: Andy Tyson)‏ هو متسلق جبال أمريكي، ولد في 15 أكتوبر 1968، وتوفي في أبريل 2015.